# Carlos Pérez Cámara
Víctor Carlos Pérez Cámara (Campeche, Campeche; 22 de enero de 1922 - Ibídem;[cita requerida] 2 de julio de 2021) fue un político mexicano originario San Francisco de Campeche del estado de Campeche, ocupó importantes cargos entre los que destacan los de gobernador del estado de Campeche, diputado federal, senador de la República y secretario general nacional del PRI.
Fue síndico de Asuntos Judiciales en el Ayuntamiento de Campeche en el periodo de Rafael Alcalá Dondé, de 1957 a 1960; diputado federal por el primer distrito de Campeche, de 1964 a 1967; senador de la República en las XLVIII y XLIX legislaturas de 1970 a 1976 y presidente municipal del H. Ayuntamiento de Campeche, 1977–1979.
También, fue Secretario General de Gobierno de Campeche en la administración del Coronel José Ortiz Ávila, de 1961 a 1964; Tesorero General del Estado en el Gobierno de Carlos Sansores Pérez, de 1967 a 1970, y Gobernador Interino del Estado, del 3 de marzo al 13 de agosto de 1973, entre otros cargos.

## Biografía
Originario de la ciudad de San Francisco de Campeche. Cursó estudios de licenciatura en la Escuela de Jurisprudencia del Estado de Campeche, lo que le permitió forjar una carrera sólida en el ámbito político y público.

### Actividades políticas
Perteneció al Partido Revolucionario Institucional desde 1934, donde desempeñó los siguientes cargos:
- Delegado del CEN del PRI en Nayarit, 1972.
- Delegado del CEN del PRI en Puebla, 1976.
- Secretario de Acción Electoral del Comité Directivo del PRI en el Distrito Federal, 1984.
- Delegado Especial del PRI en Jalisco, 1988-1989.
- Secretario de Acción Electoral del CEN del PRI, 1988.
- Subsecretario General del CEN del PRI, 1988-1992.
- Coordinador Regional del CEN del PRI en Puebla.
- Presidente de la Comisión Estatal de Procesos Internos del Comité Directivo Estatal de Campeche, 2003.
- Miembro del Consejo Estatal del PRI, 2008-2011.

### Cargos en asociaciones sindicales, campesinas o populares
- Secretario de Acción Política del CEN de la Confederación Nacional de Organizaciones Populares CNOP, 1970.
- Delegado de la CNOP en Veracruz, 1970.
- Delegado de la CNOP en Tabasco, 1973.
- Secretario de Acción Ideológica del CEN de la Confederación Nacional de Organizaciones Populares CNOP, 1973.

### Cargos de elección popular
- Diputado federal, 1964–1967.
- Senador de la República, 1970–1976.
- Presidente municipal del H. Ayuntamiento de Campeche, 1977–1979.

Actividades legislativas:
- Presidente del Senado de la Républica, 1970.
- Presidente del Senado de la Républica, 1971
- Presidente del Senado de la Républica, 1973.

### Cargos administrativos en los gobiernos Federal o Estatal
- Secretario General de Gobierno del Estado de Campeche, 1961–1964.
- Tesorero General del Estado de Campeche, 1970–1973.
- Gobernador Interino y Sustituto del Estado de Campeche, 1973.
- Director general de Gobierno del Distrito Federal, 1986–1988.
- Secretario General de Gobierno del Estado de Campeche, 1997.
- Coordinador General del Consejo Consultivo del Ciento Cincuenta Aniversario del Inicio de la Emancipación Política del Estado de Campeche, 2007.
- Coordinador General del Comité Organizador del Bicentenario del Inicio de la Independencia Nacional y Centenario del Inicio de la Revolución Mexicana en el Estado de Campeche, 2008–2010.

### Carrera judicial
- Sindico de Asuntos Judiciales del Ayuntamiento de Campeche, 1957–1960.
- Presidente de la Junta de Conciliación y Arbitraje del Estado de Campeche.
- Procurador auxiliar de la Defensa del Trabajo del Estado de Campeche.
- Vocal del plano regulador en la ciudad de Campeche.
- Abogado litigante, 1949–1960.

### Actividades académicas
- Docente del Instituto Campechano.
- Docente de la Escuela Prevocacional.
- Docente de la Escuela Práctica de Pesca.
- Docente de la Facultad de Jurisprudencia.

### Academias, asociaciones y sociedades
- Presidente y Socio Fundador del Centro Social Casino de Campeche.
- Miembro titular de la Asociación Mexicana de Abogados, A.C.
- Miembro de la Asociación Civil Juntos por Campeche, A.C.
- Miembro de la Fundación José Ortiz Ávila, A.C.
- Integrante del Comité de Vinculación de la Universidad Autónoma de Campeche.